# Fares Maakaroun
Fares Maakaroun (ur. 12 listopada 1940 w Hausz Hala Rajak) – libański duchowny melchicki, w latach 2000-2014 arcybiskup São Paulo.

## Życiorys
Święcenia kapłańskie przyjął 18 grudnia 1966. 31 lipca 1995 został prekonizowany arcybiskupem Latakii. Chirotonię biskupią otrzymał 17 grudnia 1995. 18 grudnia 1995 został mianowany biskupem São Paulo z tytułem arcybiskupim ad personam. 21 lipca 2014 przeszedł na emeryturę.